# René Bolf
René Bolf (Valašské Meziříčí, 1974. február 25.) cseh válogatott labdarúgó, jelenleg a Baník Ostrava játékosa.
Korábbi jelentősebb klubjai voltak még a Sparta Praha és a francia Auxerre. A Cseh bajnokságban a Baník Ostrava csapatában szerepelt a legtöbb alkalommal. Több mint 200 meccsen lépett pályára az ostravai csapat színeiben. A 2003-2004-es szezonban tagja volt a cseh bajnoki címet szerző Baník gárdájának.
A válogatottban 2000 és 2005 között szerepelt, összesen 34 alkalommal és részt vett a 2004-es labdarúgó-Európa-bajnokságon.

## Külső hivatkozások
- Profil a Cseh labdarúgó-Szövetség honlapján (csehül)
- Játékosprofil (csehül)
- Profil a francia bajnokságban eltöltött időszakról (franciául)